# Ballybay
Ballybay es una localidad situada en el condado de Monaghan de la provincia de Úlster (República de Irlanda), con una población en 2016 de 1241 habitantes.
Se encuentra ubicada al norte del país, a poca distancia de la frontera con Irlanda del Norte, y al suroeste de Belfast —la capital de dicha nación— y del lago Neagh, el mayor de las islas británicas.